# مقص

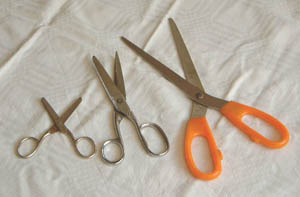
مقصات مختلفة الأغراض.

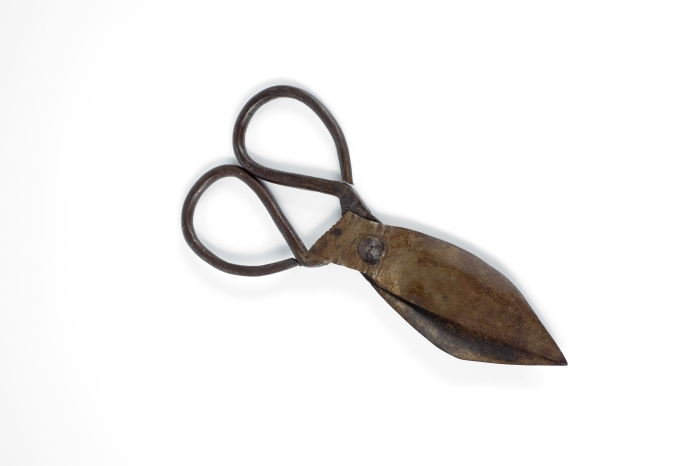
مقص مغربي قديم لجز الصوف، وكان يستعمله الغناوة أيضا آلة إيقاعية (قرقبا).

المقص (الجمع: مِقَصَّات، مَقَاصّ) هو أداة لقص الأشياء، حيث هناك مقص معين يختلف بالحجم والشكل ويكون مناسب للغرض المراد قصه.
ويتكون المقص من طرفين حادين في نهايتهما مقبض مناسب، ويرتبط هذان الطرفان في الوسط مما يشكل عتلة عند الضغط على المقبضين تحول قوة الضغط على الممسكين إلى قوة قطع كبيرة على الطرفين الحادين، وهناك مقصات مختلفة مناسبة لقطع المادة المراد قصها مثل:
- الورق لقص أوراق الصحف والمجلات.
- الكرتون لقص الصور.
- صفائح الألومنيوم أو الحديد الخفيفة.
- صفائح البلاستك والبي.ڤي.سي PVC.
- القماش للتفصيل والخياطة.
- حبال القنب والحبال المعدنية.
- الأسلاك.
- الطعام (اللحم والدجاج).
- الشعر للتزيين.

ويوجد مقصات بلاستيكية للأطفال وطلاب المدارس الصغار أمينة الاستخدام كي لا يؤذون أنفسهم، ومقصات خاصة لمستخدمين يدهم اليسرى، وذلك لتسهيل عملية مسك المقص لديهم، والمقصات الكهربائية الآلية والتي تستخدم في المعامل والورش وهي خطرة الاستخدام لغير المتدربين على استخدامها.

## معرض الصور

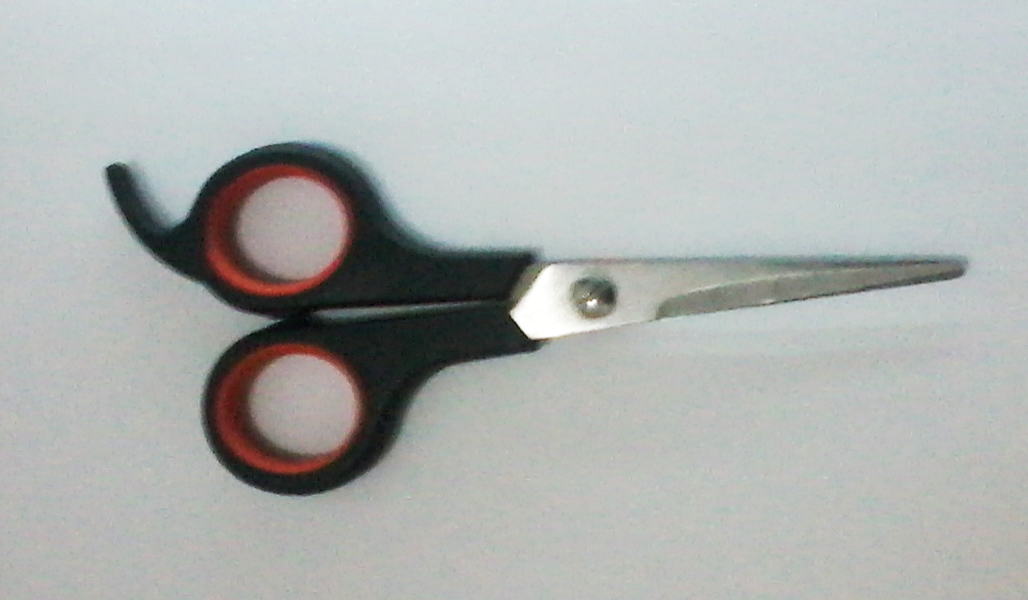
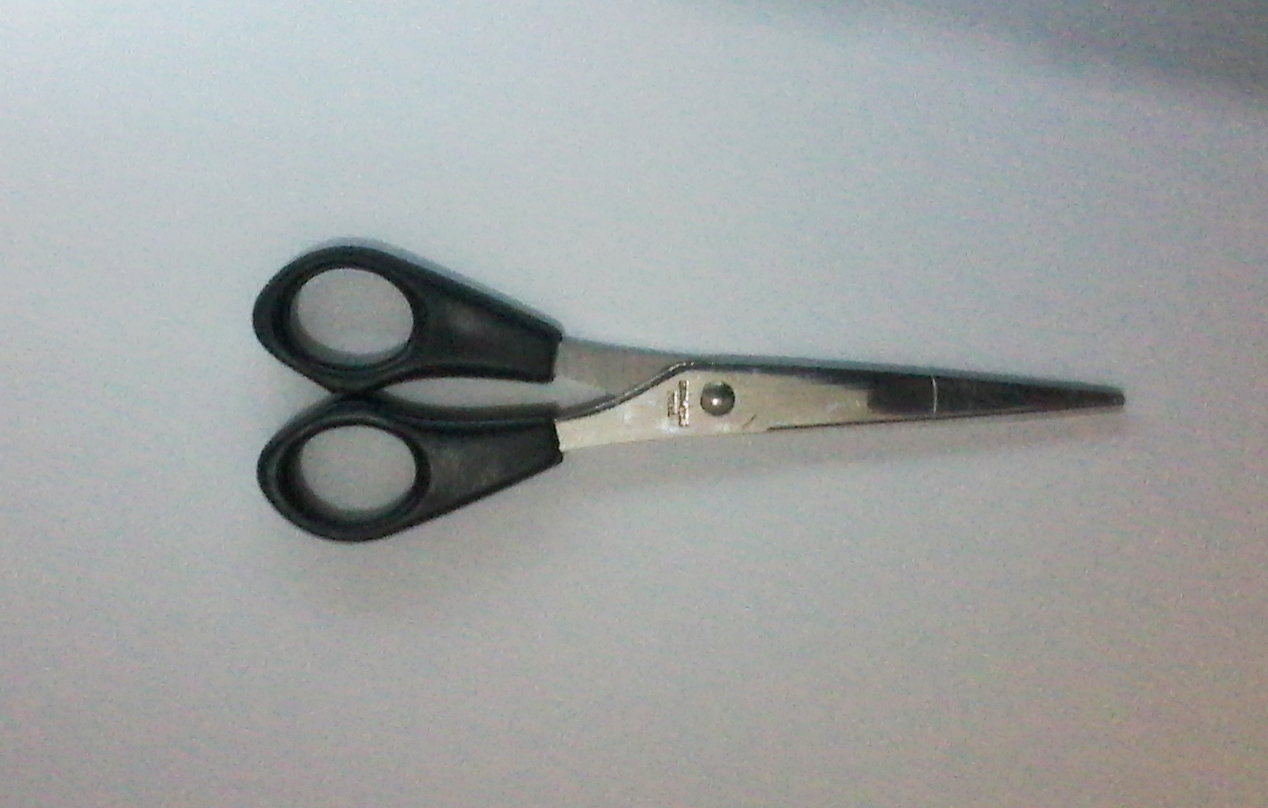
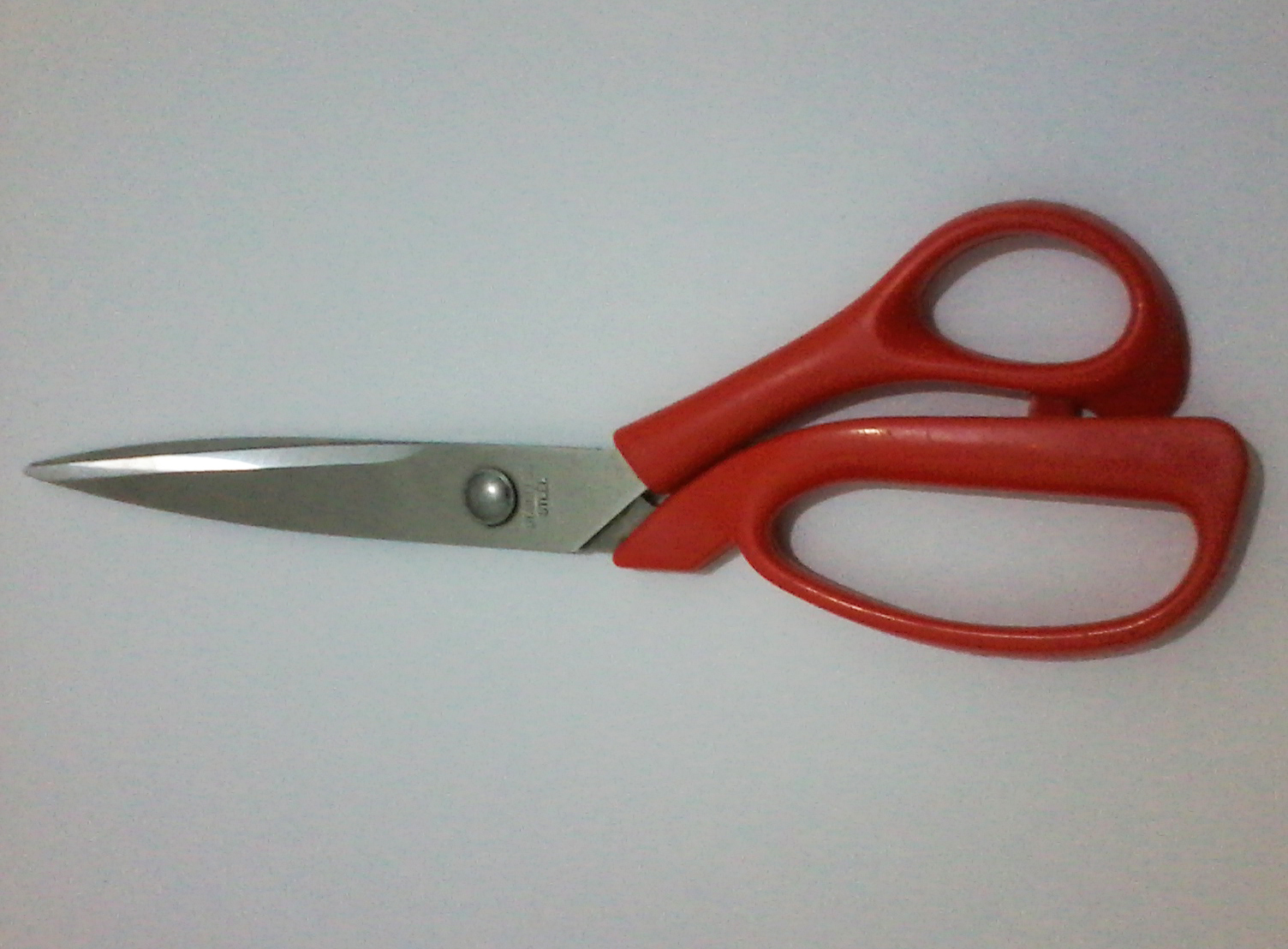
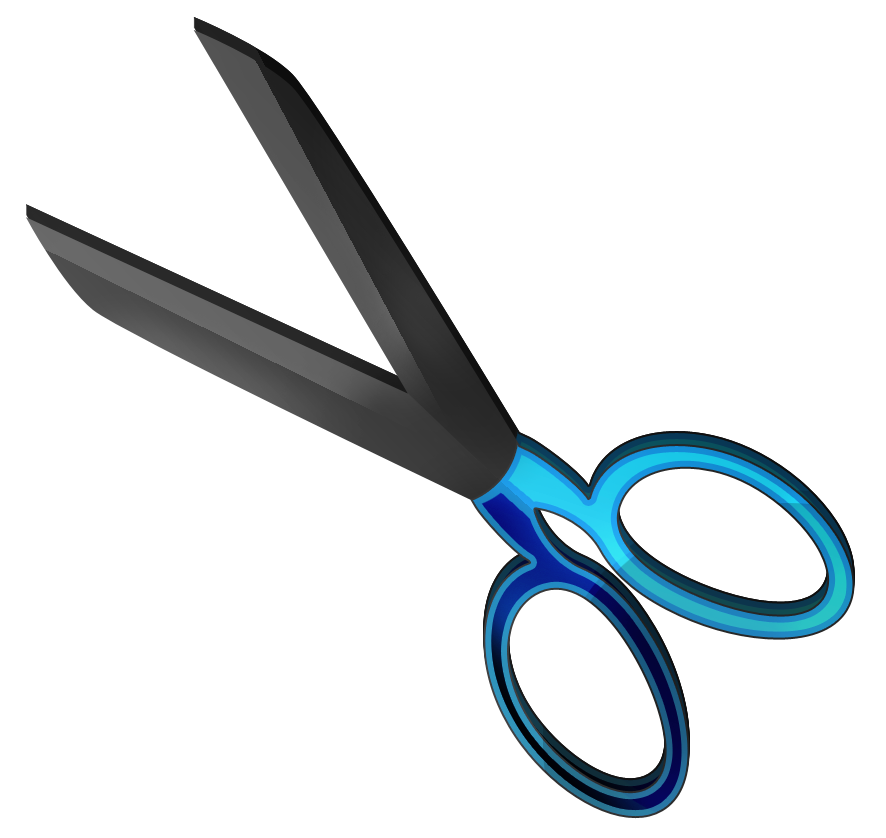
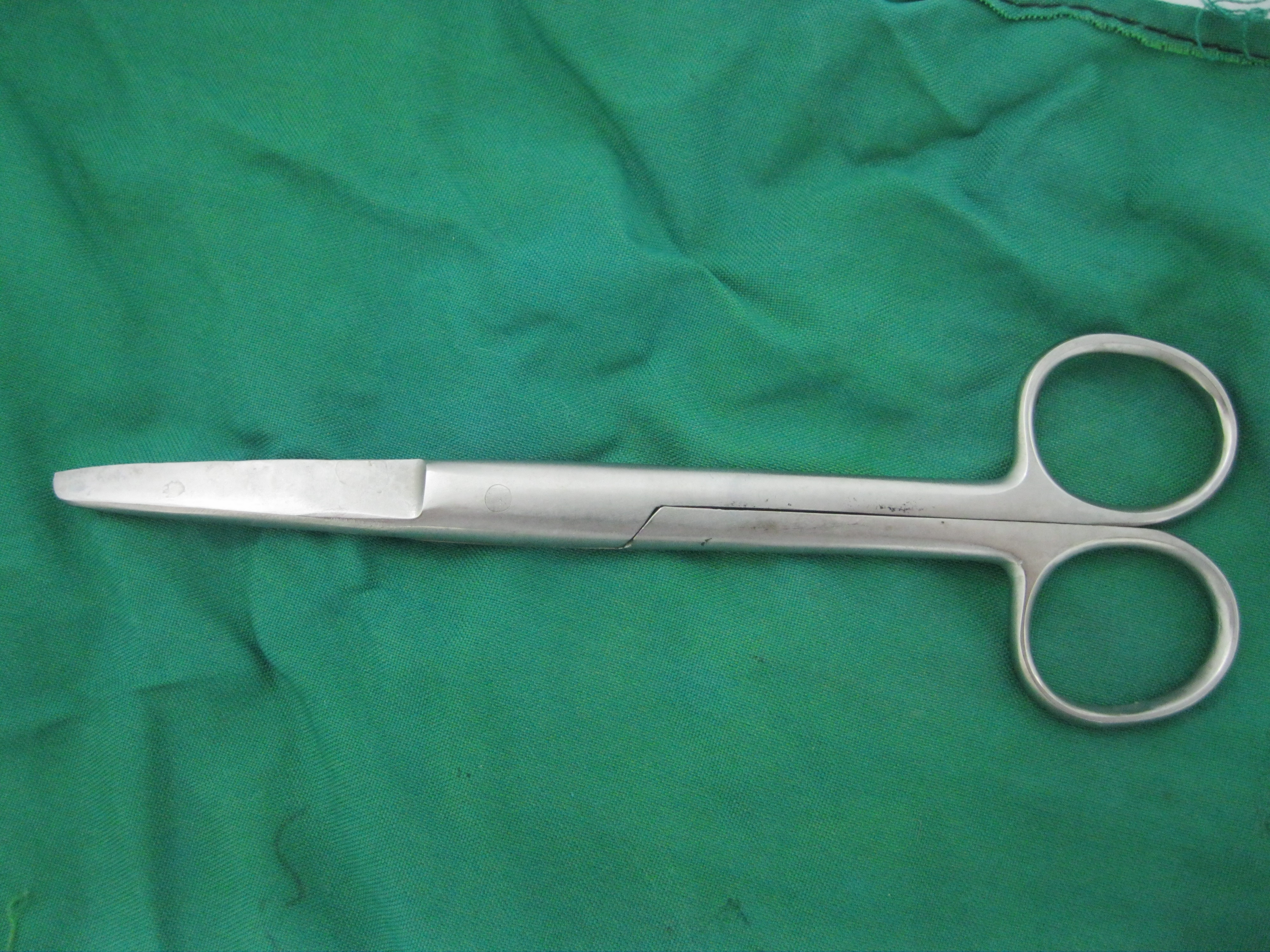
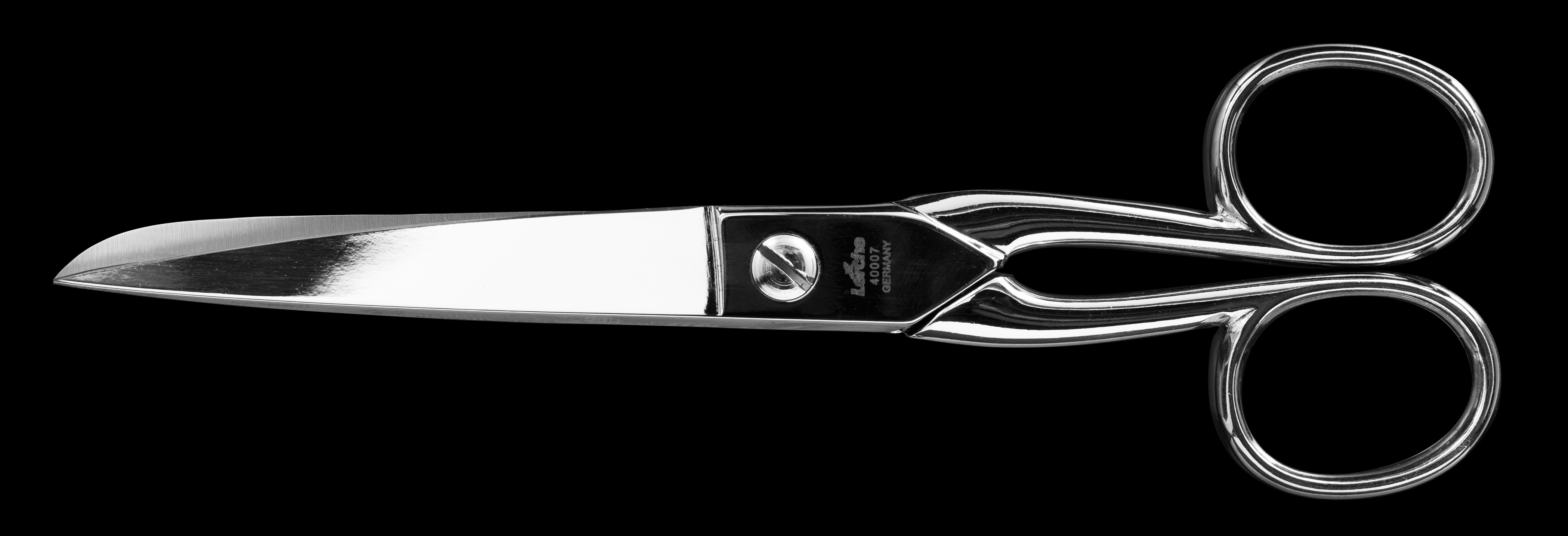
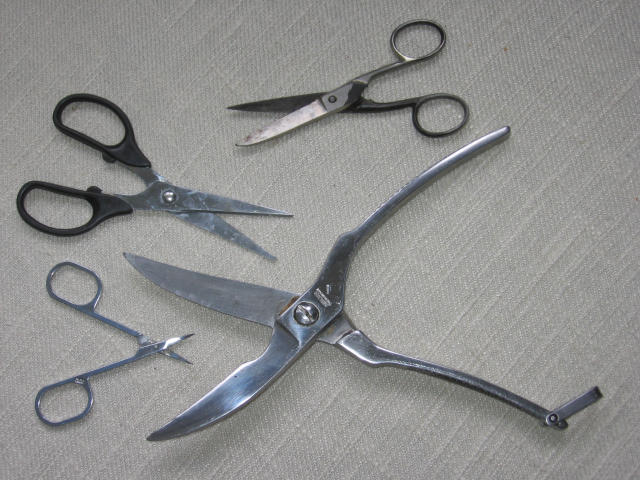
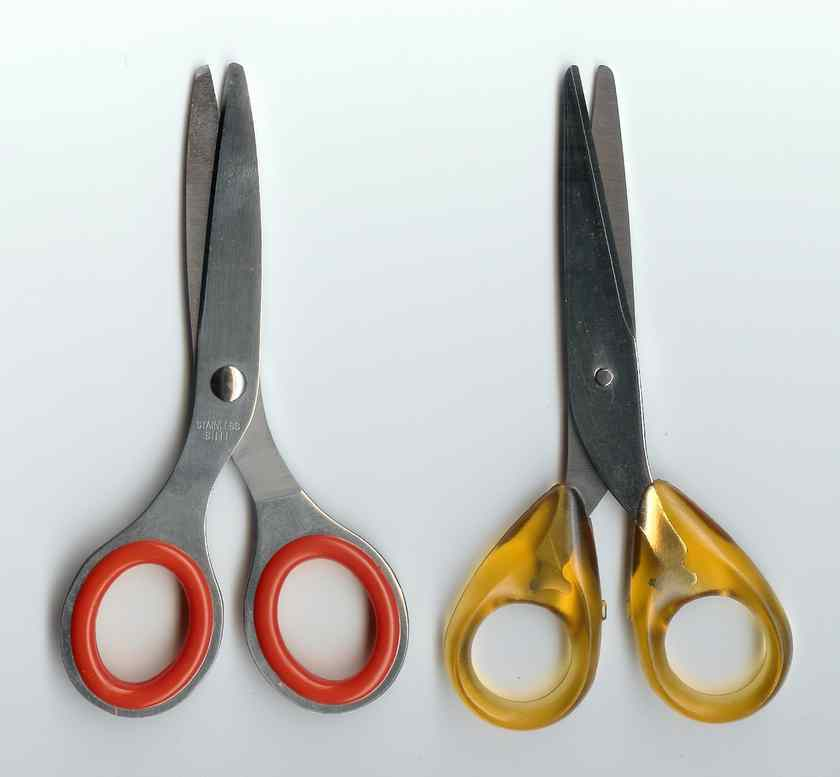
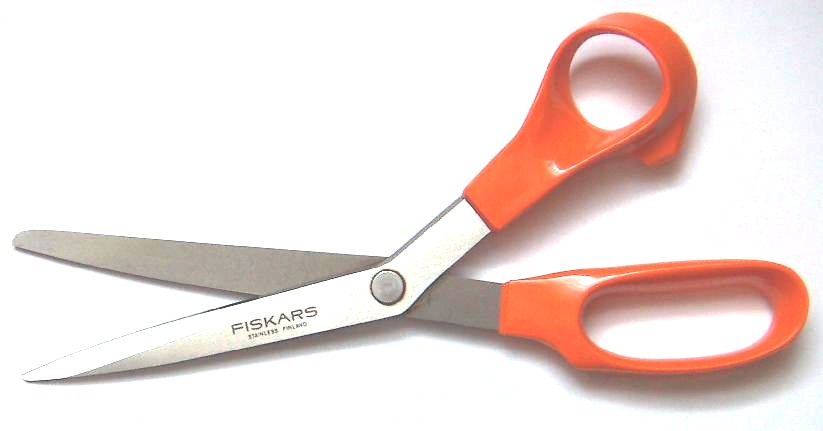

أشكال مختلفة من المقصات: